# Высоцковедение

Музей Высоцкого на Таганке

Высоцкове́дение — раздел литературоведения, исследующий историю жизни и творчества Владимира Высоцкого. Исследовательская работа включает формирование текстологических методик, интерпретацию текстов, изучение литературного наследия поэта в историко-культурном контексте, научный анализ песенно-поэтического творчества, создание полной летописи жизни и творчества поэта, актёра и музыканта.

## Легализация литературного наследия Высоцкого
Высоцкий, по словам его матери Нины Максимовны, верил, что его песни и стихи со временем дойдут не только до слушателей, но и до читателей; однажды в её присутствии поэт произнёс: «А всё равно меня будут печатать! Хоть после смерти, но будут». В 1981 году издательство «Современник» выпустило первые 25 тысяч экземпляров сборника произведений Высоцкого «Нерв». Размещённые в выходных данных слова «Подписано в печать» означали, что все тексты, включённые в книгу, получили разрешение цензуры. Составитель «Нерва» — поэт Роберт Рождественский — не входил в число друзей Владимира Семёновича и не был близок Театру на Таганке. Леонид Филатов, ещё в 1975 году сочинивший ряд пародий для спектакля «В поисках жанра», шуточные стихи от имени Рождественского начал так: «Может, это прозвучит / Резко. / Может, это прозвучит / Дерзко, / Но в театры я хожу / Редко, / А Таганку не люблю / С детства…». Тем не менее именно выход «Нерва» с предисловием Рождественского стал, по замечанию Владимира Новикова, «первым решительным прорывом», во многом определившим дальнейшее развитие советской культурной истории.
В 1981 году небольшие подборки произведений Высоцкого вышли также в журналах «Дружба народов» (№ 5) и «Литературная Грузия» (№ 8). В то же время запреты на имя поэта продолжали действовать в других городах и редакциях. К примеру, когда писатель Борис Друян предложил опубликовать на страницах журнала «Нева» несколько военных песен Владимира Семёновича, главный редактор этого издания Дмитрий Хренков не без сожаления сообщил, что «Высоцкий в чёрном списке, а список составили на самом верху».
Перелом, связанный с легализацией песенно-стихотворного творчества Владимира Семёновича и обретением им официального статуса поэта, обозначился в 1986 году, когда при Союзе писателей СССР была образована комиссия по литературному наследию Высоцкого. Её председателем стал Роберт Рождественский, ответственным секретарём — искусствовед Наталья Крымова, опубликовавшая свою первую статью о Владимире Семёновиче ещё в 1968 году. Комиссия провела только одно — организационное — заседание, на котором было принято решение о необходимости «скорейшего и полнейшего издания наследия поэта». Информация о создании этого органа, появившаяся в «Литературной газете» (1986, 19 марта), стала своеобразным сигналом к тому, что запрет на публикацию текстов Высоцкого уже не актуален. Осенью того же года вышли подготовленные Крымовой подборки произведений поэта в «Дружбе народов» (№ 10) и «Авроре» (№ 9). В них впервые в СССР были официально напечатаны песни «О фатальных датах и цифрах», «Охота на волков», «Банька по-белому» и другие. Следом, в ноябре 1986-го, журнал «В мире книг» опубликовал «Райские яблоки» и «Спасите наши души». Тем не менее цензурные ограничения ещё продолжали действовать. Так, в журнале «Огонёк» (1986, № 28) при публикации очерка Валерия Золотухина об истории создания «Баньки» из цитируемой песни были изъяты строки «И наколка времён культа личности / Засинеет на левой груди». Лишь в 1987 году, после посмертного присуждения Высоцкому Государственной премии СССР, произошло «полное официальное признание некогда опального художника».

## Издания. Текстологический подход
Одна из проблем, которая встала перед составителями первых сборников Высоцкого, была связана с переносом песенных текстов поэта на бумагу. Тогда же были артикулированы разные текстологические подходы. Сторонники одного из них делали ставку на рукописи и готовили произведения к печати на основе автографов, сохранившихся в архивах поэта. Именно так были сформированы сборники «Избранное» («Советский писатель», 1988, составители Наталья Крымова и другие) и «Я, конечно, вернусь…» («Книга», 1988). Эту тенденцию продолжил в 1990-х годах Сергей Жильцов, который не только собрал в трёх больших изданиях хранившиеся в архивах рукописи стихов и песен Высоцкого, но и опубликовал письма и дневниковые записи поэта.
Иной текстологический принцип был предложен Андреем Крыловым, считавшим, что «механическое и буквальное воспроизведение рукописного текста — это отнюдь не адекватное отражение творческой воли поэта». По Крылову, «жизнь» той или иной песни Высоцкого порой менялась, тексты варьировались в зависимости от аудитории или настроения автора, а последние версии зачастую не фиксировались на бумаге. Поэтому, готовя произведения поэта к публикации, Крылов взял за основу аудиотексты, а «стабильную редакцию» выявлял при сопоставлении фонограмм, изучаемых в хронологическом порядке. Эта концепция была реализована в подготовленной Крыловым и Игорем Роговым книге «Четыре четверти пути» («Физкультура и спорт», 1988) и сборнике произведений Высоцкого «Поэзия и проза» («Книга», 1988). В 1990 году вышел в свет двухтомник Высоцкого, при составлении которого Крылов разделил поэтические тексты на три группы — песни, стихи и произведения для театра и кино. В последующие годы двухтомник — с определёнными изменениями и дополнениями — многократно переиздавался.
Негласная полемика между двумя текстологическими подходами была продолжена и в XXI веке. Так, книга «Песни беспокойства» («Вита Нова», 2012) с иллюстрациями Михаила Шемякина была создана Андреем Крыловым по его же «модели», тогда как выпущенное в том же году петербургской «Амфорой» одиннадцатитомное издание произведений Высоцкого базировалось на методике Сергея Жильцова. Он же участвовал в подготовке текстов, которые Павел Фокин сопроводил примечаниями и комментариями.

## Публицистика. Мемуары. Литературоведческие исследования
Одновременно с изданием произведений Высоцкого началась исследовательская работа. При жизни Владимира Семёновича серьёзных литературоведческих трудов, анализирующих его песенно-поэтическое творчество, практически не выходило; детальный разбор текстов был невозможен из-за цензурных ограничений. Один из первых материалов, анализирующих произведения поэта, вышел в 1981 году в журнале «Литературное обозрение» (№ 7) — речь идёт об эссе Юрия Карякина «О песнях Владимира Высоцкого». В центре внимания литературоведа оказались «Кони привередливые» и «Прерванный полёт». Ключевой посыл публикации (во многом состоявшейся, как подчёркивал впоследствии Карякин, «исключительно благодаря мужеству» главного редактора журнала Леонарда Лавлинского) восходил к тезису о том, что поэзия Высоцкого — многослойна: «Над многими песнями его и думать, и думать надо — сразу они даются далеко не всегда». Практически одновременно со статьёй Карякина в «Авроре» (1981, № 8) был напечатан материал Натальи Крымовой «О Высоцком». В 1982 году появились рецензии Леонарда Лавлинского и Леонида Жуховицкого, ставшие своеобразными откликами на выход сборника «Нерв». В то же время цензура запретила публиковать уже подготовленную к печати в журнале «Новый мир» статью Владимира Новикова «Смысл плюс смысл», поскольку в ней содержались отсылки к текстам Высоцкого, не прошедшим официального утверждения через Главлит.
Перемены по отношению к статьям, посвящённым творчеству Высоцкого, начались в 1986 году. Это было время интенсивного развития публицистики, и в контексте перестроечных веяний одна за другой стали появляться исследовательские работы, подробно рассматривавшие поэзию Владимира Семёновича. В их числе — статьи Валентина Толстых «В зеркале творчества (Владимир Высоцкий как явление культуры)» («Вопросы философии», 1986, № 6) и Юрия Андреева «Известность Владимира Высоцкого», ставшая поводом для полемики на страницах журнала «Вопросы литературы» (1987, № 4); материал Владимира Новикова «Живой. К 50-летию со дня рождения Владимира Высоцкого» («Октябрь», 1988, № 1); книга Игоря Бестужева-Лады «Открывая Высоцкого» (1988) и другие. В 1989 году стал издаваться информационный бюллетень «Вагант», который изначально был создан для освещения деятельности музея Высоцкого и в течение нескольких лет выполнял роль «главного печатного органа высоцковедения».
В конце 1980-х годов началась публикация мемуаров о Высоцком. Воспоминания о поэте были включены в сборники «Четыре четверти пути» и «Я, конечно, вернусь…». В 1988-м Валерий Перевозчиков издал сборник «Живая жизнь. Штрихи к портрету», в который вошли интервью Высоцкого; через три года этот же автор подготовил книгу «Факты его биографии», представлявшую собой интервью-воспоминания второй жены поэта Людмилы Абрамовой. Большую подборку документальных материалов о поэте предложили журналу «Студенческий меридиан» Борис Акимов и Олег Терентьев; эта хроника печаталась с продолжением в 1987—1989 годах под заголовком «Владимир Высоцкий: Эпизоды творческой судьбы». Мемуары друзей и коллег поэта стали основой вышедшего в 1989 году сборника «Вспоминая Владимира Высоцкого», составленного А. Сафоновым.
C 1994 года в городе Орле выходит сборник научных трудов «Высоцковедение и высоцковидение», в котором исследуются проблемы стихосложения, жанрообразования творчества В. Высоцкого, а также особенности его поэтического стиля и языка.
Со второй половины 1990-х годов творчество Высоцкого стало объектом исследований не только писателей и публицистов, но и учёных. Первую докторскую диссертацию по теме «Эволюция литературного творчества В. С. Высоцкого» защитил в 1999 году в МГУ Анатолий Кулагин. Первыми кандидатами наук, специализировавшимися на поэзии Высоцкого, стали Юрий Блинов, Алла Евтюгина, Нина Рудник, Виктор Бахмач. В 1997 году Андрей Крылов, занявший в музее Высоцкого должность заместителя директора по научной работе, инициировал выпуск издания «Мир Высоцкого. Исследования и материалы». В этом альманахе, выходившем в свет в течение шести лет, публиковали свои работы Н. Богомолов, B. Изотов, Д. Кастрель, С. Кормилов, Л. Томенчук, С. Шаулов, Г. Шпилевая, С. Свиридов, Ю. Доманский, С. Вдовин, О. Шилина, Л. Кац, И. Соколова, Г. Хазагеров и другие. Творчеством Высоцкого в историко-культурном контексте занимается М. Перепёлкин, интерпретацией текстов — Андрей Скобелев, Мария Раевская, Яков Корман.
В XXI веке актуальной остаётся тема, связанная с созданием полной летописи жизни и творчества Высоцкого. В рамках её развития Александр Петраков составил «Каталог песен и стихов В. Высоцкого», в котором указал даты концертов и выступлений Владимира Семёновича, а Игорь Роговой подготовил аналогичную информацию о его театральной деятельности. В 2002 году вышла в свет книга Владимира Новикова «Высоцкий», в которой биография поэта была воспроизведена в виде его внутреннего монолога. В числе изданий, развивающих «летописный» пласт высоцковедения, — книги Валерия Перевозчикова, Марка Цыбульского, Всеволода Чубукова, Виктора Бакина и других. Высоцковедение проникает и за пределы родины поэта — книги и статьи о творчестве Высоцкого написаны оксфордским славистом Джералдом С. Смитом, австрийским исследователем Хайнрихом Пфандлем, венгром Петером Вицай, польками Анной Жебровской и Марленой Зимной, открывшей музей Высоцкого в городе Кошалине, и другими. Как подчёркивал Владимир Новиков, «высоцковедение — открытый дом. Как и мир Высоцкого».

## Рекомендуемая литература
- Владимир Высоцкий (1938—1980): поэт, актёр, бард. Биобиблиографический указатель. Официальный сайт Российской государственной библиотеки. Дата обращения: 24 марта 2018. Архивировано 24 марта 2018 года.